# Dragon Ball Z: The Legacy of Goku
Dragon Ball Z: The Legacy of Goku — серия приключенческих видеоигр для Game Boy Advance по мотивам популярного аниме-сериала «Жемчуг дракона Z», разработанных компанией Webfoot Technologies, которая до этого делала файтинг Dragon Ball Z: Taiketsu для той же консоли.

## Обзор
Первая игра серии с одноимённым названием дебютировала в 2002 году, дальше последовали The Legacy of Goku II, Buu’s Fury и Dragon Ball GT: Transformation в 2003, 2004 и 2005 годах, соответственно. Dragon Ball Z 2 pack, включающий Buu’s Fury и Dragon Ball GT: Transformation, был выпущен в марте 29 2006 года.

## Общий тираж
| Сводный рейтинг | Сводный рейтинг |
| Агрегатор       | Оценка          |
| --------------- | --------------- |
| GameRankings    | 51,98 %         |

| Сводный рейтинг | Сводный рейтинг |
| Агрегатор       | Оценка          |
| --------------- | --------------- |
| GameRankings    | 76,04 %         |

| Сводный рейтинг | Сводный рейтинг |
| Агрегатор       | Оценка          |
| --------------- | --------------- |
| GameRankings    | 69,24 %         |

Первая игра получила негативные отзывы от прессы и заядлых игроков, которые ожидали более высокого уровня. Было продано свыше 1,22 миллиона копий игры в Соединенных Штатах.
Вторая игра была лучшей из трилогии и завоевала отличные отзывы от рецензентов.
Третья и заключительная игра получили смешанные отзывы, в основном положительные. Большинство критиков сказали, что игра была превосходной RPG с неплохой графикой и звуком, но слишком лёгкой. Она имеет 69 % на Gamerankings.

## Музыка
Первая игра была с саундтреком Ариэль Гросс. Две последующие были с музыкой Брюса Фалконера.

## Игры серии
1. Dragon Ball Z: The Legacy of Goku (2002)
2. Dragon Ball Z: The Legacy of Goku II (2003)
3. Dragon Ball Z: The Legacy of Goku II International (2004)
4. Dragon Ball Z: Buu’s Fury (2004)
5. Dragon Ball GT: Transformation (2005)